# Ukrajna csatlakozása az Európai Unióhoz

Ukrajna és az EU a térképen

Ukrajna jelenleg nem tagja az Európai Uniónak, de számos módon kapcsolódik a nemzetközi szervezethez. Az országot társulási megállapodás (AA) fűzi az Unióhoz és része az EU-Ukrajna mélyreható és átfogó szabadkereskedelmi térségnek is (DCFTA). Miután 2022-ben Oroszország inváziót indított Ukrajna ellen, az ukrán elnök, Volodimir Zelenszkij február 28-án országa azonnali felvételét kérte a szövetségbe egy különleges eljárás keretében. Az Európai Bizottság elnöke, Ursula von der Leyen úgy nyilatkozott, hogy támogatja Ukrajna csatlakozását, de a folyamat időbe fog telni. Nyolc európai uniós tagállam támogatta a gyorsított csatlakozási folyamatot, köztük Magyarország. Az Európai Parlament 2022. március 1-jén javasolta Ukrajna hivatalos tagjelöltté nyilvánítását, 2022. március 10-én pedig az Európai Unió Tanácsa kérte ki a Bizottság véleményét a kérelemmel kapcsolatban. 2022. április 8-án von der Leyen benyújtott Zelenszkijnek egy jogalkotási kérdőívet, amelyre Ukrajna május 9-én válaszolt. Az Európai Parlament 2022. június 23-án elfogadott egy határozatot, amelyben felszólította a döntéshozókat Ukrajna uniós tagjelölti státuszának azonnali megadására, és 2022. június 17-én kiadott javaslatában az Európai Bizottság is megerősítette ezt. Az Európai Tanács végül 2022. június 23-án adta meg Ukrajnának a tagjelölti státuszt.

## Az Európai Unióval való kapcsolatok kronológiája

A Jevromajdan aktivistái által használt zászló

2005 elején Viktor Juscsenko elnökké választása után bejelentette az ország csatlakozási szándékát. Bár 2008-ban az Európai Unió és Ukrajna közötti csúcstalálkozón Juscsenko reményét fejezte ki, hogy megindulhat országának csatlakozási előkészítése, erre nem került sor, mert ezt Németország, Olaszország, Belgium, Hollandia és Luxemburg is ellenezte akkor.
A társulási megállapodást végül csak 2014-ben írták alá (már Petro Porosenko elnöksége alatt), miután a ratifikációt megakasztó események sorozata zajlott le Ukrajnában, ami forradalomba és Ukrajna akkori hivatalban lévő elnökének, Viktor Janukovicsnak a megbuktatásába torkollott. Az Ukrajnával kötött mélyreható és átfogó szabadkereskedelmi övezet 2017. szeptember 1-jén lépett hatályba, miután 2016. január 1-je óta ideiglenesen alkalmazták, a társulási megállapodás pedig 2017. szeptember 1-jén lépett hatályba. 2022. február 24-én Oroszország megtámadta Ukrajnát, ami a tagsági kérvényhez vezetett.

## Tagsági jelentkezés

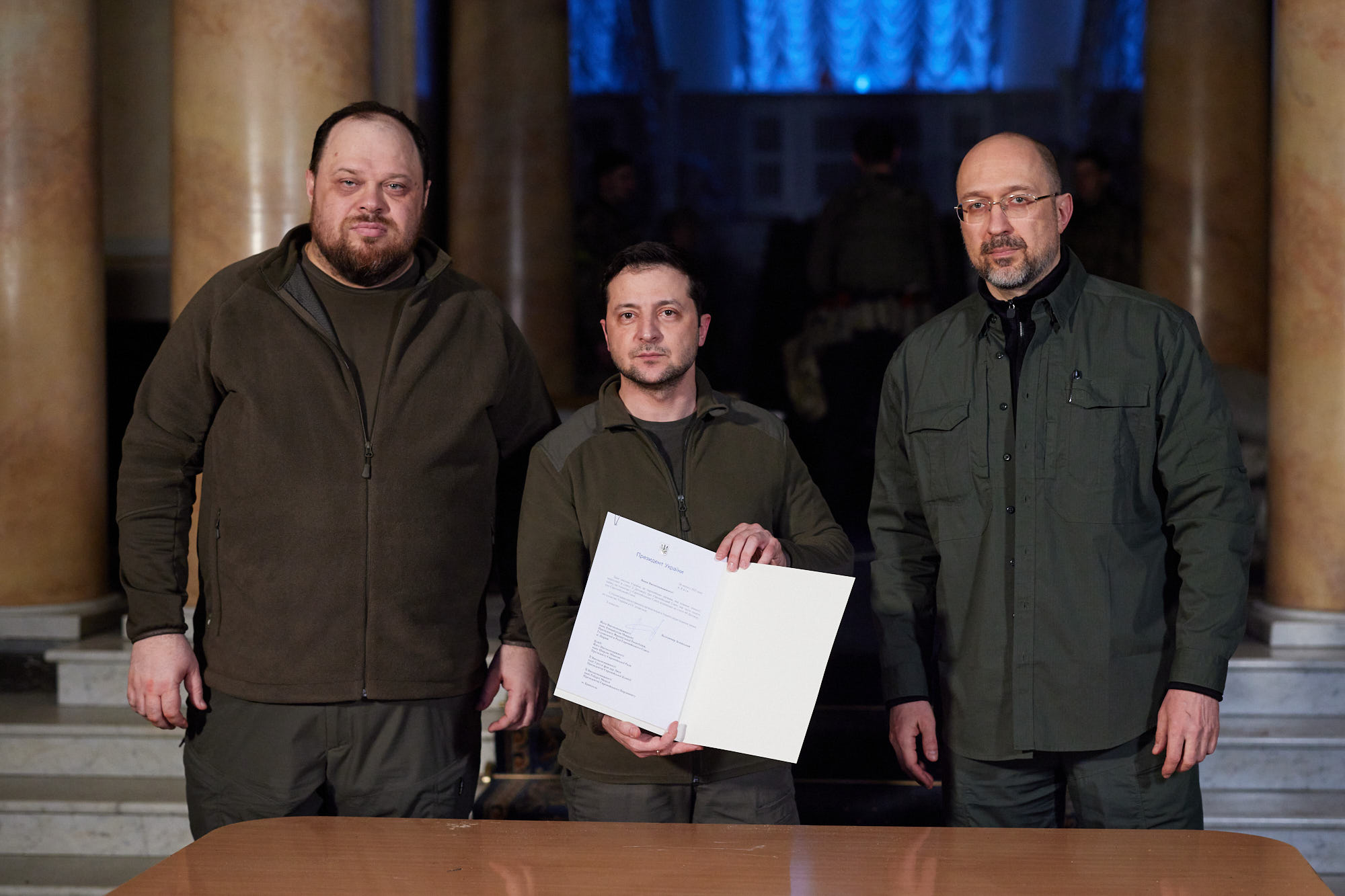
Az EU-csatlakozási kérelem aláírása, 2022. február 28

Ukrajna 2022-es orosz invázióját követően további felhívások hangzottak el a formális csatlakozási folyamat elindítására: Ukrajna megismételte, hogy az unió tagja szeretne lenni, és von der Leyen, az Európai Bizottság elnöke kijelentette, hogy Ukrajna az Európai Unióhoz tartozik.
Ugyanezen a napon nyolc uniós állam írt alá egy levelet Ukrajna felgyorsított csatlakozási folyamatának támogatásáról, március 1-jén pedig Szijjártó Péter magyar külügyminiszter kijelentette, hogy országa is támogatni fogja a gyorsított folyamatot. Március 1-jén az Európai Parlament egy vitát követően, amelyen Ukrajna elnöke beszédet mondott és tapsot kapott, azt javasolta, hogy Ukrajnát tegyék hivatalos uniós tagjelöltté. Az Európai Parlament 637 igen szavazattal, 13 nem szavazattal, 26 tartózkodás mellett szavazta meg Ukrajna tagságát.
Március 7-én az EU bejelentette, hogy hivatalosan elbírálja Ukrajna kérelmét, 2022. március 10-én pedig az Európai Unió Tanácsa kikérte a Bizottság véleményét a kérelemről.
2022. április 8-án a Bizottság elnöke, von der Leyen, miután a mészárlást követően meglátogatta Bucsát, Kijevbe látogatott, és találkozott Zelenszkij elnökkel. Von der Leyen átadta Zelenszkijnek a jogalkotási kérdőívet Ukrajna kérelmének megkezdéséhez, és felajánlotta a folyamat gyorsítását. Borrell bejelentette, hogy a Matti Maasikas vezette ukrajnai uniós delegáció visszatér Kijevbe, miután a háború kitörésekor evakuálták azt. Ukrajna 2022. április 17-én válaszolt a jogalkotási kérdőív első részére, míg a második és utolsó részre 2022. május 9-én.
Miután 2022. június 16-án Kijevben találkoztak Volodimir Zelenszkijjel, Németország, Olaszország, Románia és Franciaország támogatta Ukrajna EU-tagjelöltjének státuszát. Olaf Scholz német szövetségi kancellár megjegyezte, hogy Ukrajna további belépése az EU-ba, ha minden ország beleegyezik a tagjelölt státusz megadásába, saját erőfeszítéseitől függ. Emmanuel Macron francia elnök külön kifejtette, hogy a három legnagyobb EU-gazdaság – Németország, Olaszország és Franciaország – vezetőinek, valamint Románia elnökének ukrajnai látogatásának célja az volt, hogy az Európai Unióban egyhangúság alakuljon ki Ukrajna csatlakozása felé tett első lépését illetően., ami a tagjelölt státusz megadása: elfogadták azt a döntést, hogy Ukrajnának további feltételek nélkül adják meg a tagjelölt státuszt, majd minden további szakaszban feltételekhez szabják a reformokat.
2022. június 17-én az Európai Bizottság azt javasolta az Európai Tanácsnak, hogy Ukrajnának adjon tagjelölt státuszt az Európai Unióhoz való csatlakozáshoz.

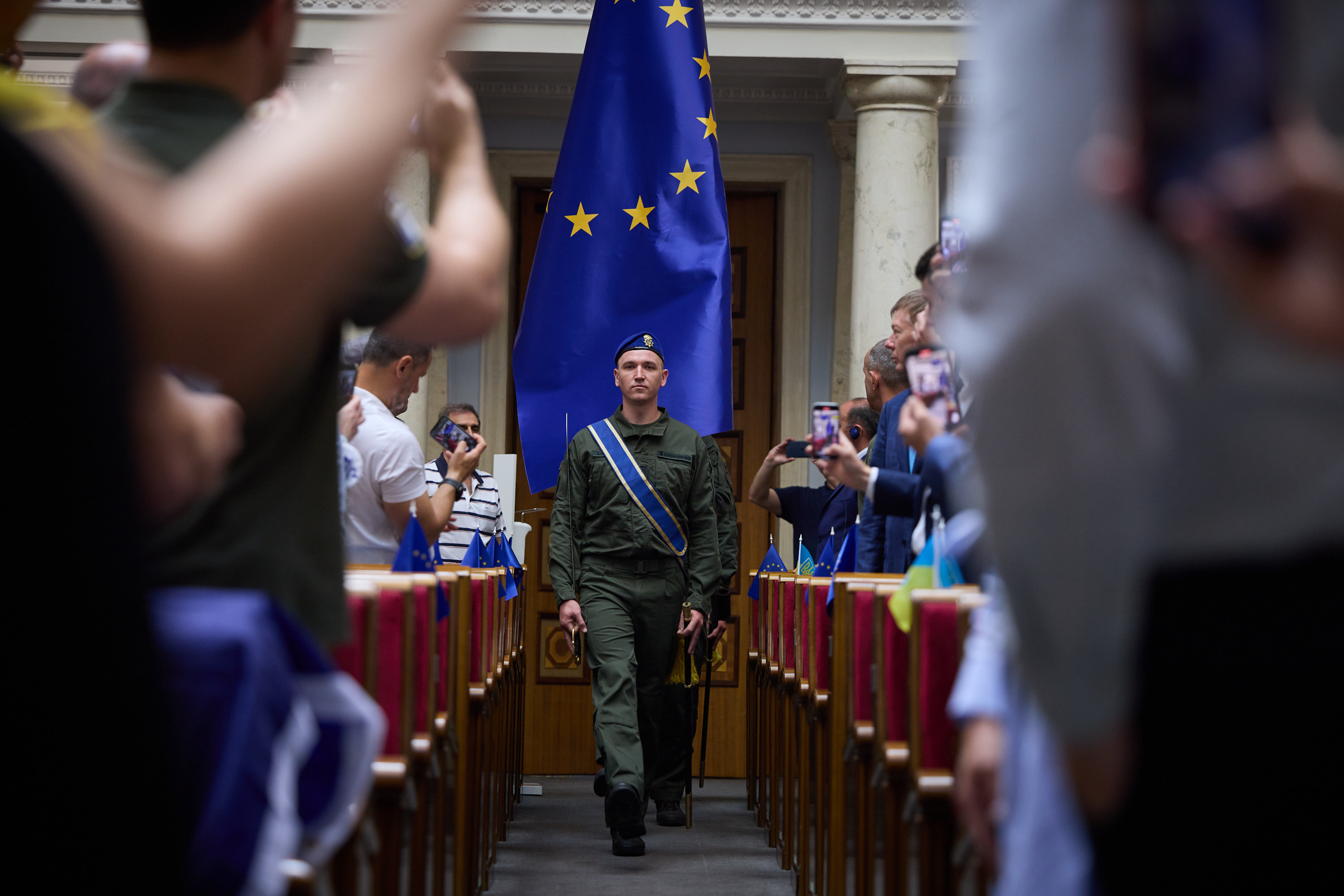
2022. július 1-én ünnepélyesen bevitték az ukrán Verhovna Rada termébe az Európai zászlót, amely immár örökre ott lobog. Ez a rendkívül szimbolikus esemény az Ukrajna függetlenségének kikiáltása utáni nemzeti zászló bevezetésére emlékeztetett.

Az Európai Parlament 2022. június 23-án határozatot fogadott el, amelyben felszólított Ukrajna uniós tagjelölti státuszának azonnali megadására. Az Európai Tanács 2022. június 23-án megadta Ukrajna tagjelölt státuszát az Európai Unióhoz.

## Tárgyalások
A 2022 júniusára vonatkozó tárgyalások még nem kezdődtek el. Ukrajna azt remélte, hogy 2022-ben egy gyorsított csatlakozási eljárással megkezdheti a tárgyalásokat.

## Fogadtatása

### Ukrajnában
A Rating Sociological Group 2022. március 30-31-i közvélemény-kutatása szerint az ukránok 91%-a támogatja az Európai Unióhoz való csatlakozást az ukrajnai 2022-es orosz invázió során, szemben a 2015. februári 66,4%-kal.

### Az EU-ban
Az összes uniós országban áprilisban végzett Eurobarométer Flash felmérés szerint Ukrajna EU-csatlakozását Portugália támogatja a legnagyobb mértékben, ahol a válaszadók 87%-a támogatta azt. Ezt Észtország (83%), Litvánia (82%), Lengyelország (81%) és Írország (79%) követi. A magyarok a legszkeptikusabbak Ukrajna csatlakozásával kapcsolatban, a válaszadók mindössze 48 százaléka támogatja az ötletet (37 százalék ellene). Ugyanakkor Magyarországon a legmagasabb a határozatlanok aránya ebben a kérdésben – 16% (ugyanez Franciaországban és Belgiumban).

## Fordítás
- Ez a szócikk részben vagy egészben  az    Accession of Ukraine to the European Union  című angol Wikipédia-szócikk ezen változatának fordításán alapul.  Az eredeti cikk szerkesztőit annak laptörténete sorolja fel. Ez a jelzés csupán a megfogalmazás eredetét és a szerzői jogokat jelzi, nem szolgál a cikkben szereplő információk forrásmegjelöléseként.